# سيراس بيرز
سيراس بيرز هو سياسي أمريكي، ولد في 21 يونيو 1786 في نيوتاون في الولايات المتحدة، وتوفي في 5 يونيو 1850 في إثاكا في الولايات المتحدة. نشط حزبياً في الحزب الديمقراطي. وقد انتخب عضو مجلس النواب الأمريكي ‏.